# Радио Ребелде
Радио Ребелде (на испански: Radio Rebelde) е кубинска радиостанция на испански език. Излъчва 24 часа в денонощието национална и интернационална музика, новини и спортни събития.
Радиостанцията е създадена от Че Гевара на 24 февруари 1958 година в района на Сиера Маестра за да осведомява за намеренията на движението 26 юли. Първото предаване е само 20 минути. Следващите ще започват със станалата запазена марка фраза: „Тук е радио Ребелде“ (Aquí Radio Rebelde). По време на кубинската революция радиото дава информация за последните битки, а също така излъчва и новини, музика и литература.
Днес Радио Ребелде има 44 FM предавателя, както и няколко такива на средни и един на къси вълни, покриващи 98% от територията на Куба.